# Saint-Rivoal
Saint-Rivoal (bret. Sant-Riwal) – miejscowość i gmina we Francji, w regionie Bretania, w departamencie Finistère.
Według danych na rok 1990 gminę zamieszkiwały 172 osoby, a gęstość zaludnienia wynosiła 9 osób/km² (wśród 1269 gmin Bretanii Saint-Rivoal plasuje się na 1004. miejscu pod względem liczby ludności, natomiast pod względem powierzchni na miejscu 522.).